# 南观村站
南观村站是京原铁路上的一个铁路车站，该站位于中国北京市房山区青龙湖镇南观村，车站中心里程为K27+702，建于1969年。现为中国铁路北京局集团有限公司北京西车务段管理的一座四等站。车站规模1台5线，仅保留会让及乘降功能，有1对旅客列车停靠。

## 邻近车站
南观村站在京原铁路上行距上万站8.844Km，下行距燕山站3.779Km。在京原-丰沙-永丰铁路上行距北京站52Km，在京原铁路下行距原平站391Km。